# Jean Barré
Jean Alexandre Barré (Chantenay-sur-Loire, 25 maggio 1880 – Strasburgo, 26 aprile 1967) è stato un neurologo francese, il suo nome è associato alla sindrome di Guillain-Barré.
Egli è anche accreditato per aver definito il test Barré. Il test viene effettuato facendo tenere al paziente le mani con i palmi verso l'alto e chiedendogli di chiudere gli occhi. Se da un lato scende involontariamente (o dopo aver premuto sulle palme), il test indica danni al sistema piramidale.